# Guindi Nemzeti Park
A Guindi Nemzeti Park (hindi nyelven: गुइंडी राष्ट्रीय उद्यान (Guindi rástríj udján), tamil nyelven: கிண்டி தேசியப் பூங்கா (Gindi dészijap púnga)) egy viszonylag kis méretű természetvédelmi terület az indiai Csennaiban; azon kevés nemzeti parkok egyike, amelyek egy város belsejében találhatók. Egy része egy városi park és egy állatkert keverékéhez hasonlít, míg más, többnyire erdővel borított területei csak erdész vezetésével látogathatók.

## Leírás
A mindössze 2,7 km²-es, a tenger szintje felett néhány méterrel fekvő, nagyjából sík, bár enyhén dél–délkelet felé lejtő talajú parkot minden irányból körbeépülte a város. Északnyugati részén található a tamilnádui kormányzó rezidenciája, azaz rádzsbhavanja, de ez a birtok nem tartozik a védett területhez. Egy 8,8 hektáros játszópark viszont a nemzeti park részét képezi. A parkot, amelynek nyugat–keleti kiterjedése 2,05, észak–déli hossza 1,42 km, egy 9,45 km hosszú kerítés veszi körül.
Északi részén egy Kacsaúsztatónak nevezett kis tavacska található, valamint két víztárolót is kiépítettek, amelyek összes területe 30,4 hektár.
Az évi csapadék legnagyobb mennyisége októberben (átlagosan 267 mm) és novemberben (308 mm) hull, míg februárban például csak 7 mm az átlag, és május-júniusban is csak 50. Nyáron a hőmérséklet 43 fokig is emelkedik, míg a leghűvösebb hónapban, januárban csak 18 °C.

## Története
Az itt található erdőségre vonatkozó első írásos említés az, amely szerint valamikor 1671 és 1678 között William Langhorne madrászi kormányzó kiszakított egy részt az erdőből, és ott kertet hozott létre, benne pedig egy „kunyhót” épített. Erről a „kunyhóról” a területet az angolok sokáig Guindy Lodge-nak nevezték. Többször is gazdát cserélt, mire 1821-ben a kormány 35 000 rúpiának megfelelő 10 000 pagodáért (ez volt az akkori pénz neve) megvásárolta. Ezt a vételt Thomas Munro kormányzó bonyolította le, és ő volt az is, aki a helyet a madrászi kormányzók hétvégi üdülőhelyévé tette. Ebben az időszakban a területen három darab egyszintes épület állt, amelyeket erdő vett körül. Egy szomszédos területet, amely Joseph Nazer Showmier birtokában állt, 8750 rúpiáért vették meg, majd 1823-ban egy újabb terület megvételével egyesítették a korábban megvett két részt.
1837 és 1842 között John Elphinstone kormányzó átalakíttatta és bővíttette a meglevő épületeket, így jött létre mai formájuk. Ugyanekkor alakították ki az épületekhez vezető utat is. A környező erdőt, amely erdőtisztek egy csoportjának kezelésében állt, rádzsbhavan-erdőnek nevezték. 1958-ban Anaparambil Joseph John kormányzó a park zömét átadta az Erdészeti Osztály nevű kormányzati szervnek, az első főfelügyelő 1959. október 20-án állt munkába. 1960-ban a park területe 504,8 hektár volt, 1961-ben azonban 154,8 hektárt átadtak az Indiai Technológiai Intézetnek, 1970-ben pedig további 8 hektárt szakítottak ki belőle, hogy ott épülhessen fel a Nának gururól elnevezett főiskola épülete. Tovább csökkent a park területe, amikor a kormányzó (szóban) újabb részeket (7,32 hektárt) adott át három emlékmű (Mahátma Gándhi, Kumárászvámi Kámarádzs, Csakravarti Rádzsagopálácsári) létrehozására, és amikor 1970. november 19-én egy 0,4 hektáros területet adtak bérbe Romulus Whitakernek, hogy ott kígyóparkot létesítsen. A parkot 1978. szeptember 4-én nyilvánították nemzeti parkká. Később egy lovasklub és lovaglóiskola is működött itt, de ez beszüntette tevékenységét.

## Élővilág

### Növények
Az erdő nagyrészt India déli, száraz vidékeire jellemző, lombhullató fajokból álló bozótos dzsungel. A fák többnyire alacsonyak, lombkoronájuk átlagosan 6 m magasra nyúlik fel; néhol zárt, néhol ritkás erdőséget alkotnak, és tisztások is előfordulnak. A fő fafaj az Acacia planifrons nevű akácia, míg az alacsonyabb növények között bennszülött és egzóta fajok is előfordulnak, többnyire a Randia nemzetség fajai, a Carissa spinarum nevű meténgféle, a Ziziphus xylopyrus nevű bengeféle és az átokmimóza.
A nemzeti parkot a növényzet alapján négy területre osztották:
- 1. terület: itt sűrű lomkoronájú erdő nő, a fő fafaj az Acacia planifrons, az aljnövényzetben a Glycosmis pentaphylla és a Clausena willdenovii nevű rutaféle burjánzik.
- 2. terület: félig nyitott terület, a lombkorona ritka, az előbb említett akácia szinte teljesen hiányzik. Egyik fafajra sem mondható, hogy egyedül domináns lenne, de a Palmira-pálma jelenléte szembetűnő, ahogy az aljnövényzetben a Randia- és a Dodonaea-fajoké is. Ez a típusú terület foglalja el a park legnagyobb részét.
- 3. terület: azok a részek, ahol kiirtották a növényzetet, és utána esetenként facsemetékkel be is ültették. Ide tartozik például egy 180 m × 135 m-es lovaspólópálya, ahol 16-féle lágyszárúfaj nő.
- 4. terület: a park nyugati szélén található, valószínűleg ez az egyetlen rész, ahol az eredeti növényzet fennmaradt. A növényzet itt is sűrű, de nem annyira, mint az 1. területen. A legjellemzőbb növények az Acacia sundra nevű akácia és a Cereus nem kaktuszai, de előfordul még az Acacia planifrons, az Acacia leucopholea, az Acacia ferruginea, a Morinda tinctoria nevű buzérféle, az Albizia amara és a Senna bicapsularis nevű pillangósvirágú, a Chloroxylon nemzetség fajai, a fehér szantálfa, a Limonia acidissima nevű rutaféle, a Ziziphus oenopolia nevű bengeféle, a jujuba, a Sapindus marginatus és a Lannea coromandelica nevű szappanfaféle, valamint fügék.[2]

### Állatok
A park területén több száz pettyes szarvas és indiai antilop él. Ezeken kívül előfordul itt a parókás makákó, az aranysakál, a mocsári macska, a kis cibetmacska és a szürke mongúz. A madárfajok száma mintegy 130.

## Képek

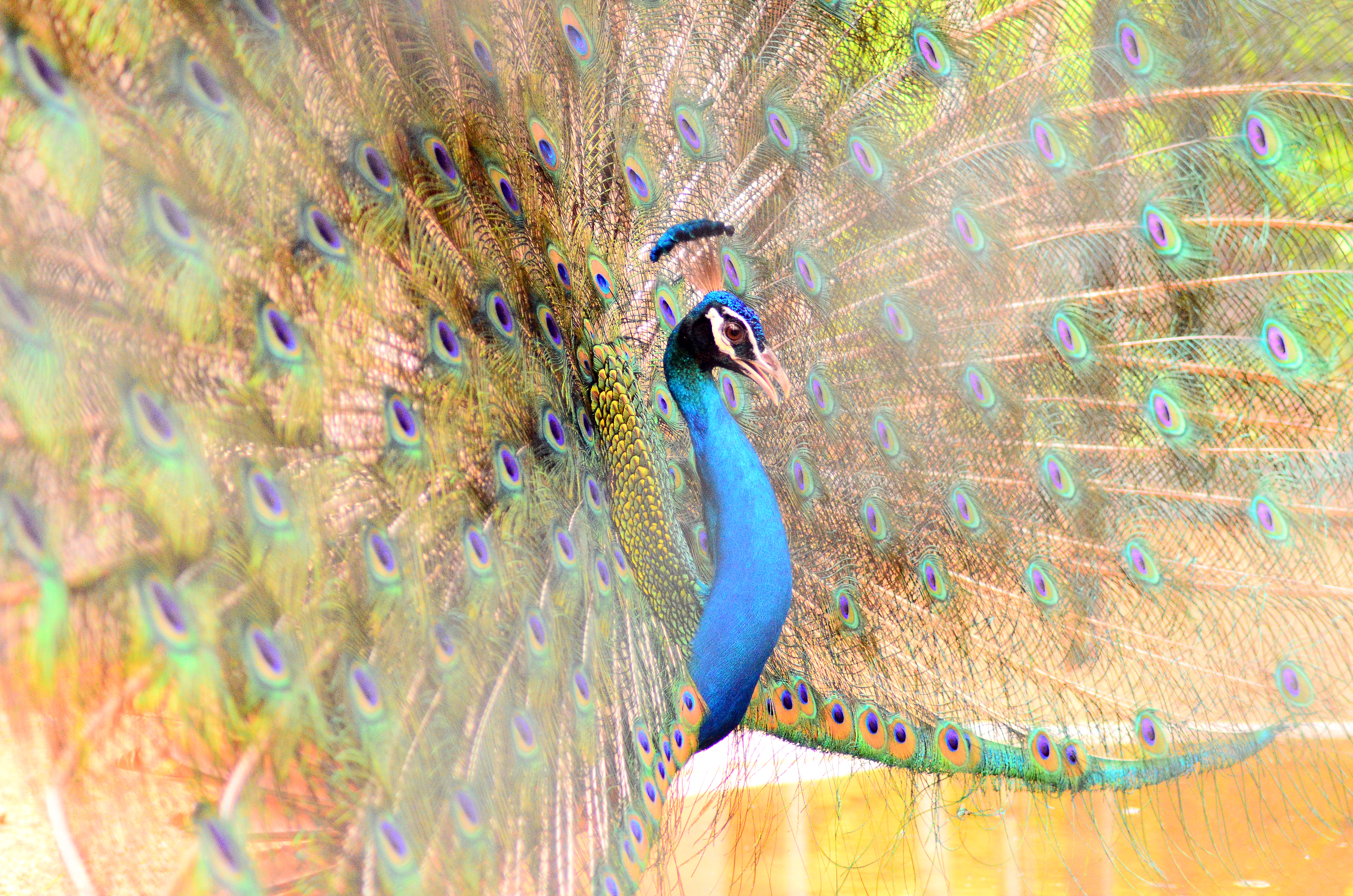
Páva a nemzeti parkban
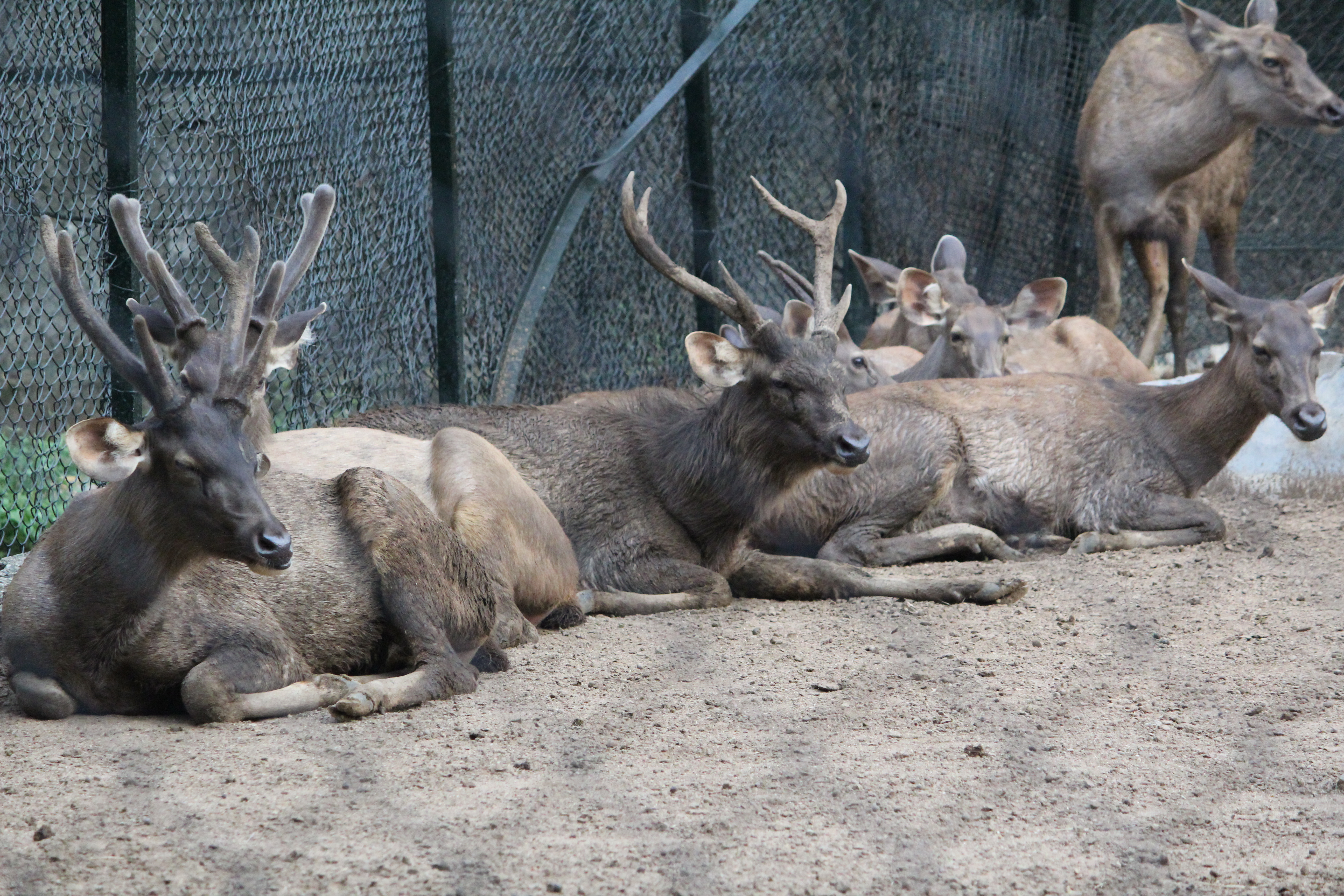
Pihenő szarvasok
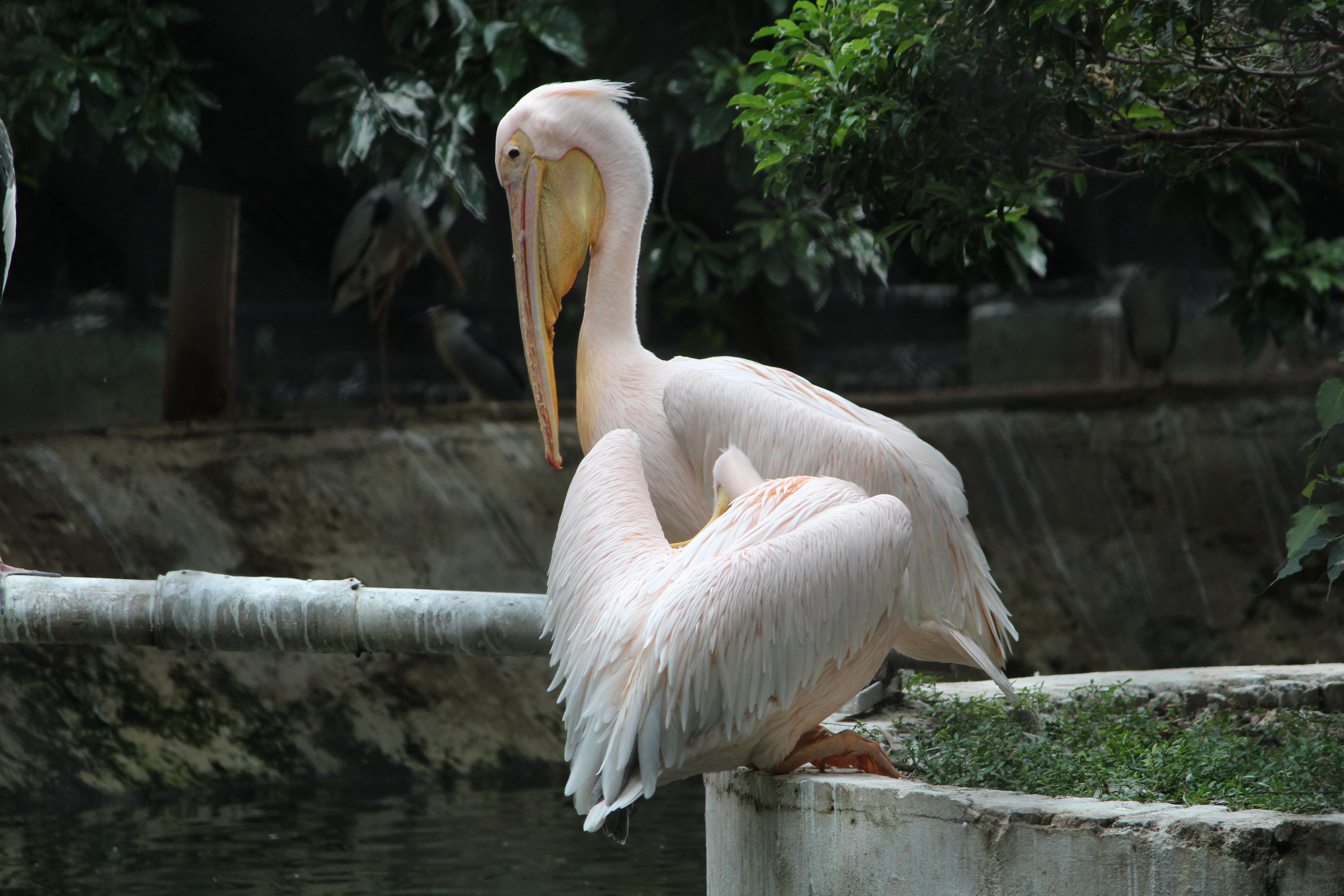
Rózsás gödény
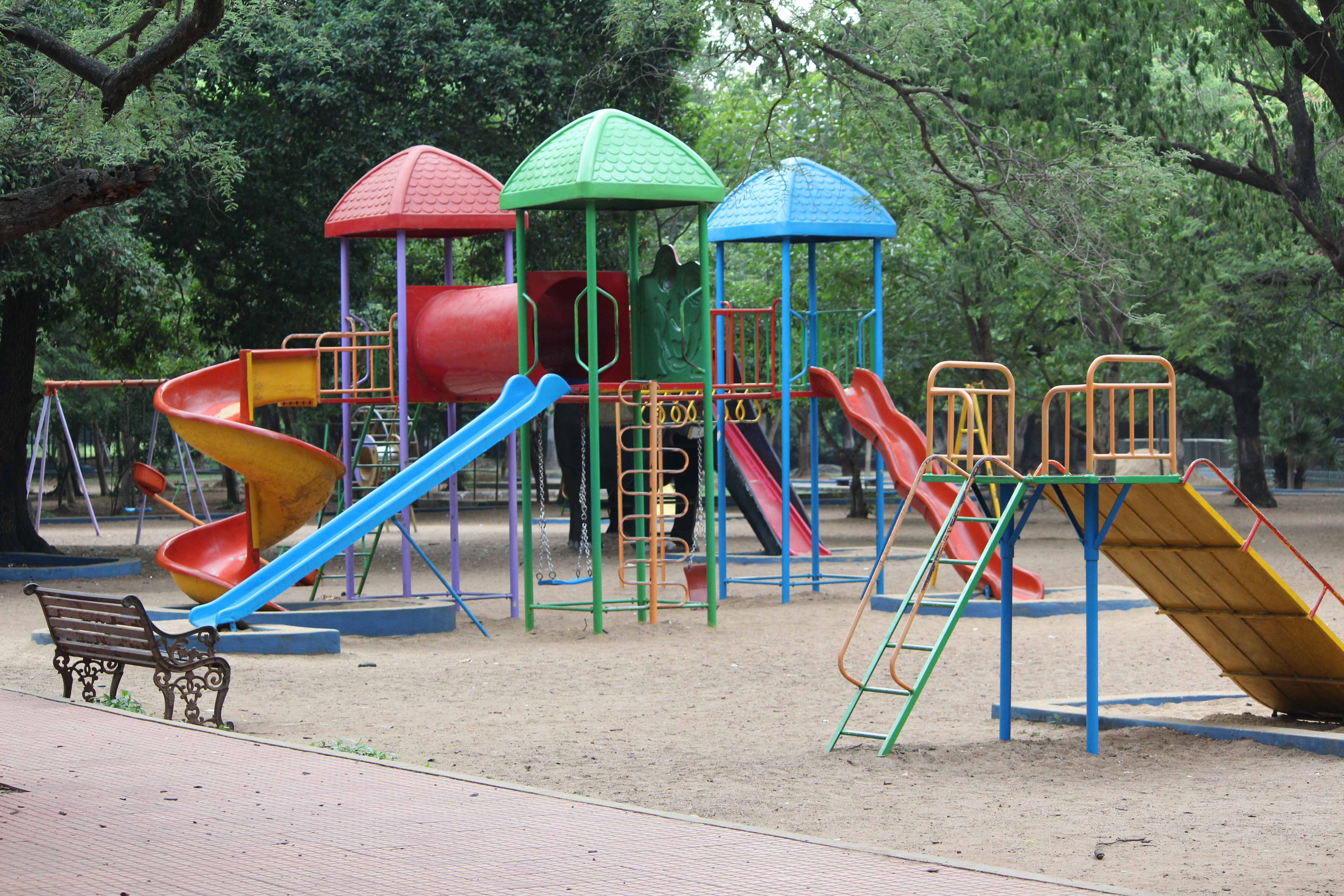
A parkhoz tartozó játszótér